# God van Šernai
De God van Šernai is een bronzen beeldje van een Kanaänitische godheid dat gevonden is op een uiterst onverwachte plek, de begraafplaats van Šernai, bij Klaipeda in Litouwen.
Het beeldje dateert uit het tijdperk 1500 - 1200 v.Chr. (late Bronstijd). Het is bij toeval ontdekt in het jaar 1900 toen iemand aan het wandelen was en op een steen leunde die meegaf. Eronder lag een bronzen beeldje van 14,7 cm grootte. Het is vele jaren na de vondst pas met zekerheid geïdentificeerd als komende uit het Kanaän van de late Bronstijd. Dit soort beeldjes waren daar in die tijd gebruikelijk. Omdat dit pas veel later bekend werd, is het uitgesloten dat het om een vervalsing of een opzettelijke misplaatsing gaat.
De vraag hoe het beeldje zo ver van huis terechtgekomen is, is mogelijk te beantwoorden met het feit dat er al heel lang handelscontacten waren met deze regio die barnsteen exporteerde naar onder andere Mesopotamië en de Levant, waar dit materiaal in de Bronstijd zeer begeerd was.